# Тиллман, Пэт
Патрик Дэниел Тиллман (англ. Patrick Daniel Tillman; 6 ноября 1976 — 22 апреля 2004) — игрок в американский футбол, оставивший профессиональный спорт и вступивший в армию США в 2002 году. Погиб под «дружественным огнём» в горах на востоке Афганистана. Его смерть широко освещалась в СМИ и стала предметом военного расследования, в ходе которого показания давал даже бывший министр обороны США Дональд Рамсфелд.

## Биография
Родился в Сан-Хосе, штат Калифорния. В 1994 году он стал выступать за команду университета штата Аризона по американскому футболу, играл на позиции лайнбекера. При небольшом для этой позиции росте (180 см) преуспел в игре и на старшем курсе был признан лучшим защитником в Тихоокеанской конференции. В 1998 году окончил университет со специализацией в маркетинге со средним баллом 3,84.
На драфте НФЛ 1998 года  был выбран под 226-м номером клубом «Аризона Кардиналс». В первом же сезоне застолбил за собой позицию лайнбекера, сыграв в основном составе в десяти из шестнадцати игр. В 2000 году побил рекорд команды по тэклам.
В мае 2002 года, через восемь месяцев после атак 11 сентября 2001 года и после завершения сезона, отклонил новый трёхлетний контракт на сумму 3,6 млн долларов, предложенный ему клубом, и вместе с братом Кевином (который отказался от карьеры в профессиональном бейсболе) записался в армию США, чтобы отомстить террористам.
В конце 2002 года братья окончили курсы подготовки рейнджеров и были определены во 2-й батальон 75-го полка рейнджеров в Форт-Льюис, штат Вашингтон. В 2003 году П. Тиллман участвовал во вторжении коалиционных войск в Ирак, после чего был направлен в Афганистан.

## Гибель
22 апреля 2004 года специалист П. Тиллман погиб под «дружественным огнём» во время патрулирования в провинции Хост. Детали его смерти стали предметом расследования Конгресса США.
Первая реляция о его смерти гласила, что он вместе с отрядом попал в засаду возле деревни Сперах в 40 километрах к юго-западу от Хоста, возле границы с Пакистаном, и погиб в перестрелке с террористами. Посмертно был награждён «Серебряной звездой», «Пурпурным сердцем» и получил посмертное повышение до звания капрала, его тело было перевезено на родину, где он был с почестями похоронен на военном кладбище.

## Память
19 сентября 2004 года игроки всех команд НФЛ играли с траурными наклейками на шлемах в память о П. Тиллмане. «Аризона Кардиналс» провели с этими наклейками весь сезон 2004.
В 2005 году музыкальная группа Hypnogaja выпустила альбом «Below Sunset», в котором была представлена песня «Silver Star», посвящённая Тиллману.
Клуб «Аризона Кардиналс» вывел из обращения номер 40, так же поступила команда университета штата Аризона «Сан Девилс» с номером 42, под этими номерами Пэт Тиллман играл в НФЛ и колледже. «Кардиналс» назвали площадь, на которой расположен их домашний стадион в Глендейле, площадью Свободы имени Пэта Тиллмана. Позже на этой площади был установлен бронзовый памятник.
Его именем назван объездной мост через реку Колорадо.